# Treno Alta Frequentazione
La rame TAF - Treno ad Alta Frequentazione - est une rame ferroviaire italienne conçue au début des années 1990 pour Trenitalia et Ferrovie Nord Milano, dédiée aux services régionaux et de banlieue.
C'est un groupement de constructeurs italiens AnsaldoBreda - Firema et Tecnomasio qui la construit. Ces rames circulent sur le réseau italien des FS Ferrovie dello Stato sous les références ALe426-Le736-Le736-ALe506 TAF 

## Caractéristiques techniques
- Phase projet et essais de qualification : 1993 - 1996
- Période de fabrication : 1996 - 2000
- Service : à partir de 1997
- Masse à vide : 210 t dont 62 t la motrice et 45 t chaque remorque

La rame se compose d'une motrice ALe 426, deux voitures intermédiaires Le 736 et d'une voiture avec cabine de pilotage ALe 506 ; elle dispose de deux places pour handicapés.
Le groupement qui construit cette rame est composé de :
- Tecnomasio, chargé de la réalisation des moteurs,
- Ansaldo Trasporti, chargé de la partie électronique de traction et des installations électriques,
- Breda Costruzioni Ferroviarie, chargé des caisses, bogies et équipements intérieurs,
- Firema, chargé de la plupart des installations de bord et des bancs de manœuvre.

L'esthétique générale et de détail de la rame a été confiée au cabinet de design Pininfarina, qui avait déjà une grande expérience du monde ferroviaire dont le meilleur exemple est le fameux ETR 500.
On trouve ces rames en service dans les grandes agglomérations que sont Rome et Milan, où elles sont utilisées essentiellement sur la ligne cadencée Malpensa Express avant d'être remplacés par les automotrices Jazz
Le coût d'une rame TAF est d'environ 6,5 millions d'Euros.

### Mise en service
- Phase projet et essais de qualification : 1993 - 1996
- Période de fabrication : 1996 - 2004
- Service : à partir de 1997

## Service

### Treno Servizi Regionali (Italie)

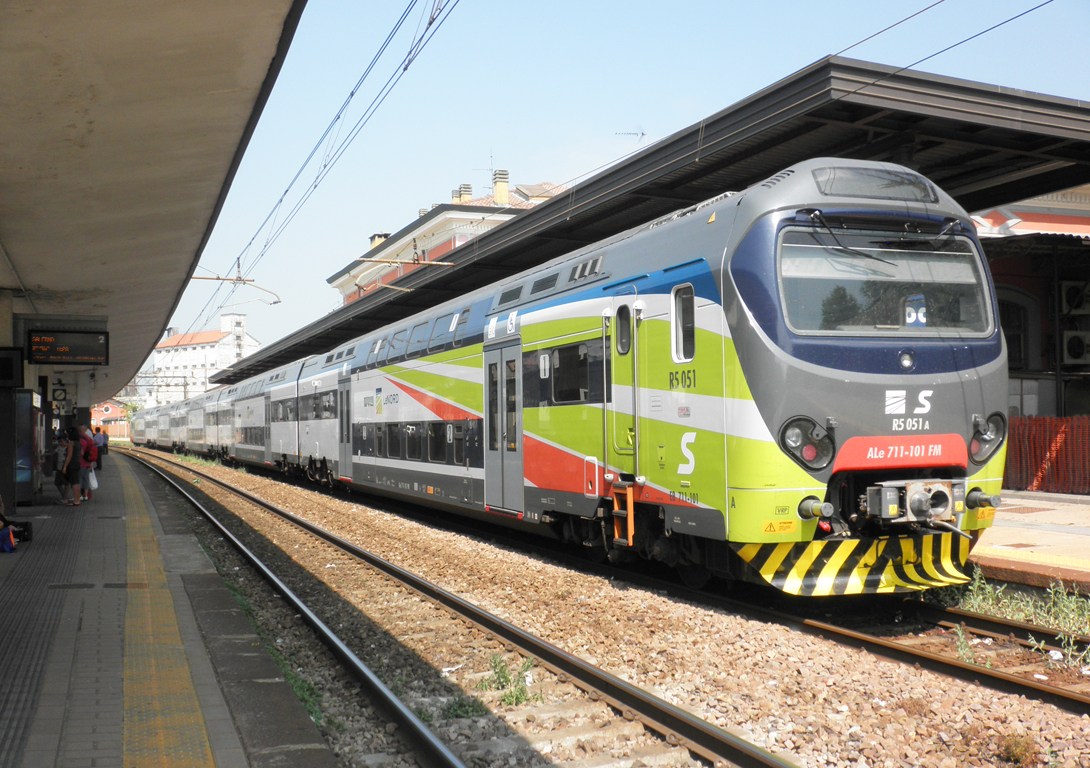
TSR

En 2004, alors que toutes les rames commandées n'avaient pas encore été livrées, la compagnie Ferrovie Nord Milano commanda une variante de la rame TAF pour les besoins particuliers du trafic régional.
Cette nouvelle rame, inspirée de la TAF comporte une puissance distribuée sur sa longueur. Chaque voiture possède un bogie moteur. La rame TSR se compose de 3, 4, 5 ou 6 voitures et est construit par AnsaldoBreda. La commande initiale portait sur 26 convois triples et 18 quintuples. La première rame a été livrée au mois d'août 2006.

### TNR Casablanca-Kénitra (Maroc)

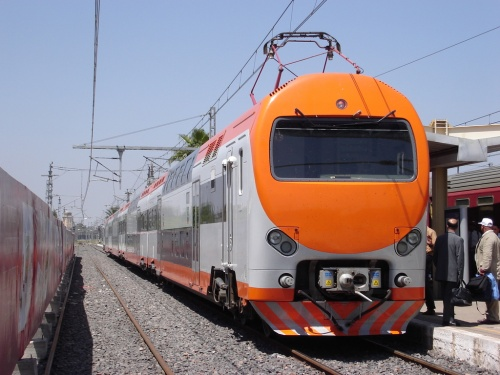
La Z2M à la gare de Fès en 2007

Le 22 janvier 2007, en présence du Roi du Maroc, le groupement italien  AnsaldoBreda Costruzioni Ferroviarie - Firema a livré l'ensemble des 24 rames TAF - Z2M commandées par l’opérateur national marocain ONCF.
Ces rames sont homologuées pour une vitesse de 180 km/h mais sont exploités à une vitesse commerciale de 160 km/h.
Ces rames à deux niveaux sont destinées au réseau TNR entre les villes de Kénitra et Casablanca en passant par Rabat. Elles sont destinés à remplacer progressivement les ZMC (qui seront relégués à d'autres services TNR) devenus peu capacitaires face à la fréquentation quotidienne très élevé. Elles sont aussi destinées à assurer des liaisons de trains de grandes lignes notamment entre Casablanca et Fès ou entre Casablanca et Tanger en renfort des Voitures Corail tractés par les locomotives électriques comme la E-1400 par exemple.
Depuis leur mise en service en 2007, les Z2M assurent toujours le TNR entre Kénitra et Casablanca en passant par Rabat en unité multiple ou en unité simple. Elles assurent aussi les autres services du réseau TNR en renfort des ZMC, en particulier celui reliant la ville de Casablanca à Settat en unité simple.
Les rames comportent une voiture comprenant 52 fauteuils de 1ère classe et un bar. Le reste de la rame accueille 361 voyageurs en 2de classe avec des sièges équipés de repose-têtes répartis sur 3 voiture. La livrée reprend les couleurs de la compagnie avec un orange et ivoire complété par des filets noirs qui entourent les fenêtres latérales.
Deux des 24 automotrices ont été gravement accidentés suite au grave accident de Bouknadel en 2018 ayant causé la mort de 7 personnes ainsi que 125 blessés. Il s'agissait de la n°107 et la n°123 qui étaient en unité multiple.
L'ONCF aurait donc racheté en avril 2025, une automotrice d'occasion auprès de Trenitalia, la TAF 28. Cet achat d'occasion par l'ONCF permet ainsi de pourrait permettre à la flotte des Z2M de revenir à 24 automotrices.